# Tosca (film, 2001)
Pour les articles homonymes, voir Tosca (homonymie).
Pour plus de détails, voir Fiche technique et Distribution.
Tosca est un film français réalisé par Benoît Jacquot, sorti en 2001.
C'est l'adaptation cinématographique de l'opéra Tosca de Giacomo Puccini. La musique est enregistrée à Londres (Abbey Road Studios) par les solistes, les chœurs et l'orchestre de Covent Garden, dirigés par Antonio Pappano. Le film est principalement tourné en Allemagne (Cologne) et Italie dans des décors représentant les trois lieux de l'action : l'église Sant'Andrea della Valle, le Palais Farnèse et le Château Saint-Ange à Rome.

## Synopsis
Se reporter à l'article sur l'opéra de Puccini.

## Fiche technique
- Titre : Tosca
- Réalisation : Benoît Jacquot
- Scénario : Giuseppe Giacosa et Luigi Illica
- Musique : Puccini orchestre et chœurs de Covent Garden dirigés par Antonio Pappano.
- Production : Daniel Toscan du Plantier
- Production associées : Euripide Productions, France 3 Cinéma, Arte France cinéma pour la France ; Integral Film, Allemagne ; Veradia film et Télé+, Italie ; Seven Stars Systems, Suisse ; Axiom films, Grande-Bretagne.
- Photographie : Romain Winding
- Montage : Luc Barnier
- Chef décorateur : Sylvain Chauvelot
- Costumes : Christian Gasc
- Mixage : William Flageollet
- Langue de tournage : italien
- Format : couleurs
- Durée : 120 minutes
- Date de sortie : 14 novembre 2001 (France) et 12 juillet 2002 (USA)
- Existe en DVD chez TF1 vidéo

## Distribution
- Angela Gheorghiu : Tosca
- Roberto Alagna : Mario Cavaradossi
- Ruggero Raimondi : Scarpia
- Maurizio Muraro : Cesare Angelotti
- David Cangelosi : Spoletta
- Sorin Coliban : Sciarrone
- Enrico Fissore : le sacristain
- Gwynne Howell : le geolier

## Production
Après de nombreux essais, le choix de tourner avec une des premières caméras numériques pour le cinéma de l'époque permettra de répondre aux désirs et choix esthétiques et techniques (effets spéciaux numériques) de Benoît Jacquot.

## Distinctions
- Sélection officielle (hors compétition) à la Mostra de Venise 2001